# Hypagyrtis unipuncta
Hypagyrtis unipuncta là một loài bướm đêm trong họ Geometridae.